# Николаус фон Флекенщайн
Николаус фон Флекенщайн (на немски: Nicolaus von Fleckenstein; * пр. 1432; † 2 юли 1431, Булгневил, Франция) от линията Дагщул на благородническата фамилия Флекенщайн до северните Вогези в Елзас, е господар на Дагщул в Саарланд.

## Произход
Той е син на Фридрих III фон Флекенщайн († 2 юли 1431, Булгневил) и първата му съпруга Катарина Кемерер фон Вормс-Далберг († 22 юни 1422), дъщеря на Дитер II Кемерер фон Вормс, майор на Вормс († 23 септември 1398) и Гуда Ландшад фон Щайнах († 16 септември 1403). Баща му се жени втори път пр. 3 април 1426 г. за Маргарета фон Хандшухсхайм († сл. 19 октомври 1472), вдовица на Карл Бузер фон Вартенберг († 1418), дъщеря на Хайнрих III фон Хандшухсхайм († ок. 1418) и Гела фон Захзенхаузен († сл. 1383).
Николаус фон Флекенщайн е убит, както и баща му, на 2 юли 1431 г. в битката при Булгневил в Лотарингия. Фамилията фон Флекенщайн е издигната през 1467 г. в съсловието на имперските фрайхерен. Фамилията „Флекенщайн-Дагщул“ измира през 1644 г.

## Фамилия
Николаус фон Флекенщайн се жени пр. 1431 г. за Маргарета Бузер фон Вартенберг († 1466), дъщеря на Карл Бузер фон Вартенберг († 1418) и мащехата му Маргарета фон Хандшухсхайм († сл. 19 октомври 1472). Те имат един син:
- Фридрих IV фон Флекенщайн (VII) († между 25 април 1498 и 28 януари 1506), господар на Дагщул и Маденбург, фрайхер фон Флекенщайн и Дагщул, шериф на Маденбург, майор на Страсбург, женен I. за Геновефа фон Хиршхорн († 1469), II. пр. 4 септември 1469 г. за Катарина фон Виненбург-Байлщайн († сл. 19 октомври 1472)

## Галерия
- Замъкът Флекенщайн
- Останки от замък Флекенщайн
- Замък Дагщул (1466)